# عبير حمزة
عبير محمد حمزة هي أستاذة جامعية، تعمل بتدريس اللغة العربية الفصحى المعاصرة واللهجة المصرية في قسم لغات وحضارات الشرق الأدني بجامعة كاليفورنيا في لوس أنجلوس.
حصلت عبير حمزة على درجة الدكتوراه من جامعة عين شمس سنة 2000، وعملت محاضرة زائرة بكلية ميدلبري، ومحاضرة للغتين العربية والإسبانية بجامعة ولاية كاليفورنيا في لوس أنجلوس، قبل أن تنتقل إلى جامعة كاليفورنيا في لوس أنجلوس سنة 2008، حيث تعمل منسقة لبرنامج تدريس اللغة العربية.